# چارلی چاریر
چارلی چاریر (انگلیسی: Charly Charrier؛ زادهٔ ۲۷ مهٔ ۱۹۸۶) بازیکن فوتبال اهل فرانسه است که در پست هافبک بازی می‌کند.
از باشگاه‌هایی که در آن بازی کرده‌است می‌توان به باشگاه فوتبال گنگام و باشگاه فوتبال کن اشاره کرد.